# Léon Galand

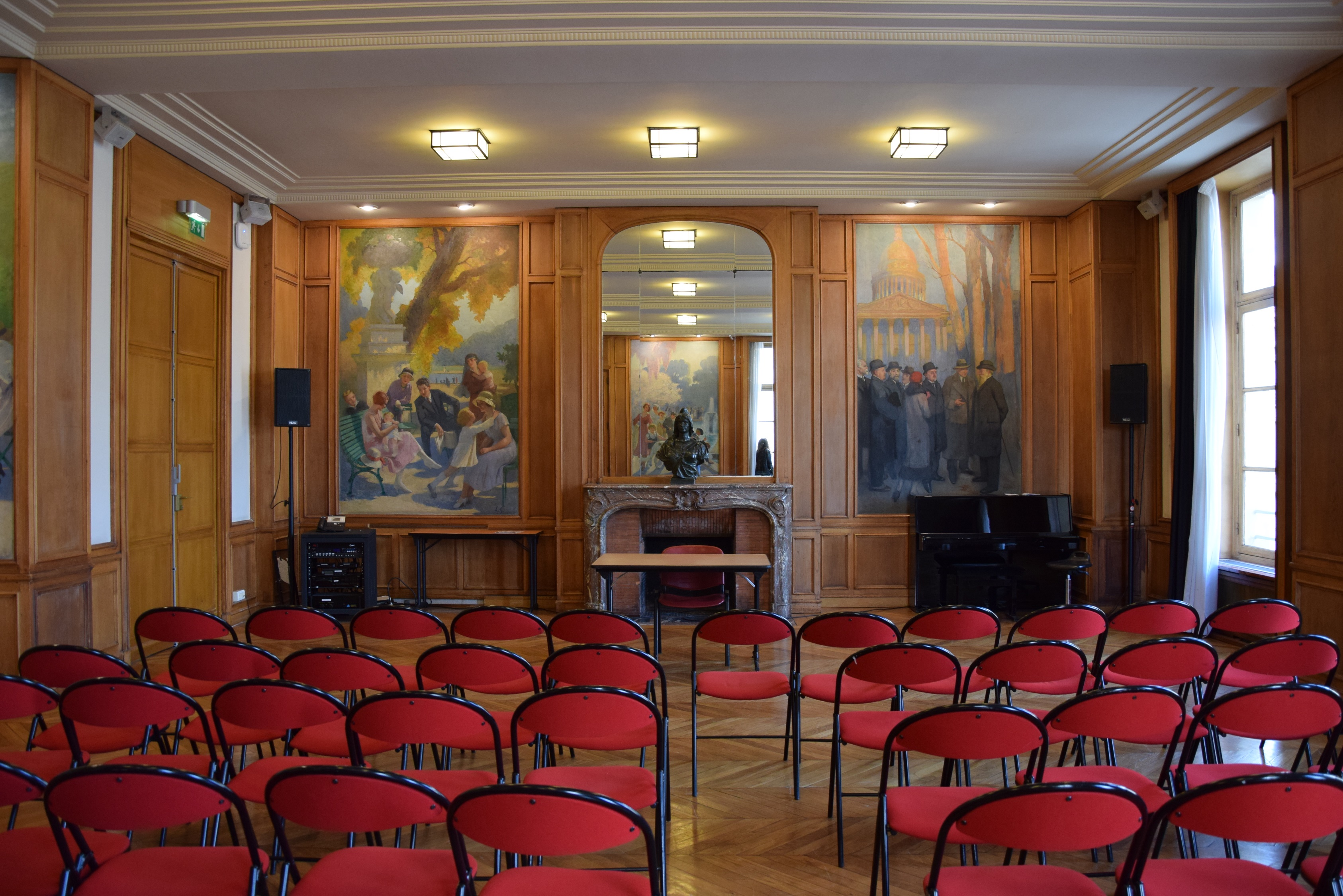
Les panneaux de la salle Paul Pierrotet de la mairie du 5e arrondissement de Paris sont de Léon Galand.

Léon Galand, de son nom complet Léon Laurent Galand, né le 18 avril 1872 à Montpellier et mort le 4 novembre 1960 à Clichy, est un peintre et illustrateur français.

## Biographie
Léon Galand naît le 18 avril 1872 à Montpellier. 

### Carrière
Il fut l'élève d'Ernest Michel, Robert Delaunay, Gustave Moreau, Fernand Cormon et Joseph Blanc. Il expose au Salon des artistes français dès 1904 et obtient une médaille d'or et un 2e prix de Rome, une mention honorable en 1903 au Salon des artistes français, une médaille de troisième classe en 1909, une médaille d'or. Il est décoré de la Légion d'honneur en 1924,. Il envoie également ses œuvres au Salon d'hiver.

## L'œuvre
Il réalise des portraits, des paysages surtout de Bretagne et de Provence, des scènes de genre et des nus.

## Collections publiques
- Montpellier, Musée Fabre: Supplice de Marsyas 1896
- Montpellier, ancien évêché : Portrait du cardinal Cabrières 1912 [6].
- Paris, mairie du 5e arrondissement : Les Quatre saisons.
- Varsovie, musée national : Portrait du général Maxime Weygand[7].